# Крокко, Кармине
Ка́рмине Кро́кко (итал. Carmine Crocco; 5 июня 1830, Рионеро-ин-Вультуре, Королевство Обеих Сицилий — 18 июня 1905, Портоферрайо, Королевство Италия), известный также как Донате́лло (итал. Donatello) или Донате́лли (итал. Donatelli) — итальянский разбойник. Первоначально был солдатом в армии Бурбонов, позже состоял на службе у Джузеппе Гарибальди и, вскоре после объединения Италии, сформировал армию из двух тысяч человек, сделав её наиболее сплочённым и опасным отрядом в южной Италии и став самым грозным военачальником на стороне Бурбонов. Он был известен своими партизанскими тактиками, такими как отсечение водоснабжения, уничтожение мельниц, резка телеграфных проводов и засады на отставшие группы войск противника. Хотя некоторые авторы XIX и начала XX века считали его «злым вором и убийцей» или «жестким вором, вульгарным убийцей», начиная со второй половины XX века многие (особенно сторонники ревизионистского Рисорджименто) начал рассматривать его в новом свете, как «двигатель крестьянской революции» и «сопротивляющегося ante litteram, одного из самых блестящих военных гениев, каких знала Италия». Сегодня многие люди из южной Италии, в частности, в его родном регионе Базиликата, считают его народным героем.

## Ранние годы
Кармине родился в Рионеро-ин-Вультуре, тогда — в Королевстве обеих Сицилий. Отец — Франческо Крокко — был слугой в благородном семействе Сантаджело, мать — Мария Джерарда Сантомауро; в семье было пятеро детей. Дядя Мартино воевал в Испании в составе наполеоновской армии. Потеряв ногу, он вернулся на родину, именно он научил Кармине грамоте и привил интерес к военной службе. Также ещё в ранней юности Кармине приобрёл стойкую неприязнь к высшим классам, из-за истории с его братом. Он был избит доном Винченцо — главой семьи, в которой служил, за убийство собаки, которая схватила курицу Крокко. Его попыталась защитить беременная мать, у которой в результате произошёл выкидыш. В покушении на благородного сеньора обвинили отца — Франческо Крокко, и, несмотря на недоказанность обвинения в суде, заключили в тюрьму.
После этих событий Кармине с братом Донато перебрался в Апулию, где нанялся пастухом. В 1845 году представилась возможность вернуться в родные места: во время наводнения на реке Офанто он спас жизнь Джованни Аквилекья из Ателлы, — знатному дворянину, — и получил за это 50 дукатов. Вернувшись в Рионеро, Кармине Крокко сумел найти работу — батраком у крестьян, а зять Аквилекьи — дон Пьетро Гинистрелли — смог добиться освобождения Франческо Крокко. Глава семьи не вынес условий заключения, и Кармине стал главой семьи. Он по-прежнему занимался крестьянским трудом. Здесь произошло его примирение с доном Фердинандо — сыном дона Винченцо, который предложил семейству Крокко деньги в компенсацию обиды и ущерба, Кармине они требовались, чтобы откупиться от военной службы. С этими условиями дон Фердинандо согласился, но 15 мая 1848 года во время революционных событий был убит. Кармине Крокко пришлось вступать в королевскую армию, в семье распоряжалась сестра Розина.

## Вне закона
Военная служба Кармино Крокко длилась недолго: после убийства сотоварища в драке он дезертировал. Вернувшись домой, он узнал, что его сестра Розина отвергла ухаживания местного дворянина — дона Пеппино. Тот, не стерпев обиды, стал распространять порочащие слухи, после чего Кармино подстерёг дворянина в загородном поместье, где он имел привычку играть в карты. После того, как дон Пеппино ударил Кармино кнутом, Крокко зарезал его и пустился в бега. Этот случай описывают в литературе по «Автобиографии» Крокко, однако её редактор Эудженио Макка попытался провести расследование, и сомневался в достоверности сообщенной ему истории.
Бежав в Форенцу, Кармине сколотил банду, которая занималась вымогательством и грабежом. Попытавшись вернуться домой, 13 октября 1855 года он был арестован, и провёл в заключении около четырёх лет. В ночь с 13 на 14 декабря 1859 года он бежал, и скрывался в окрестностях Монтикьо и Лагопесоли.

## У гарибальдийцев и легитимистов

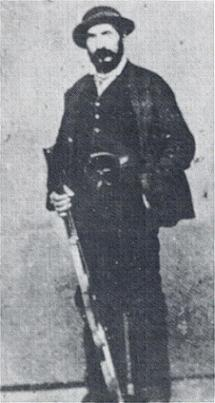
Джузеппе Карузо

В мае 1860 года Гарибальди начал свой поход на Сицилию, и уже в августе начал поход на Неаполь. Гарибальди объявил об амнистии разбойникам и дезертирам при условии вступления в военную службу; Кармино Крокко решил присоединиться к его войскам. Он участвовал в битве при Вольтурно, проявил большое мужество, но не был награждён, а, напротив, вновь арестован. Он был помещён в тюрьму Чериньолы, однако смог связаться с родственником Фортунато, который добился его освобождения. Разочарованный в новом Итальянском королевстве, Крокко пошёл на службу к легитимистам. В Базиликате он получил от местного духовенства и дворян средства, достаточные для найма 2000 добровольцев под флагом Бурбонов.

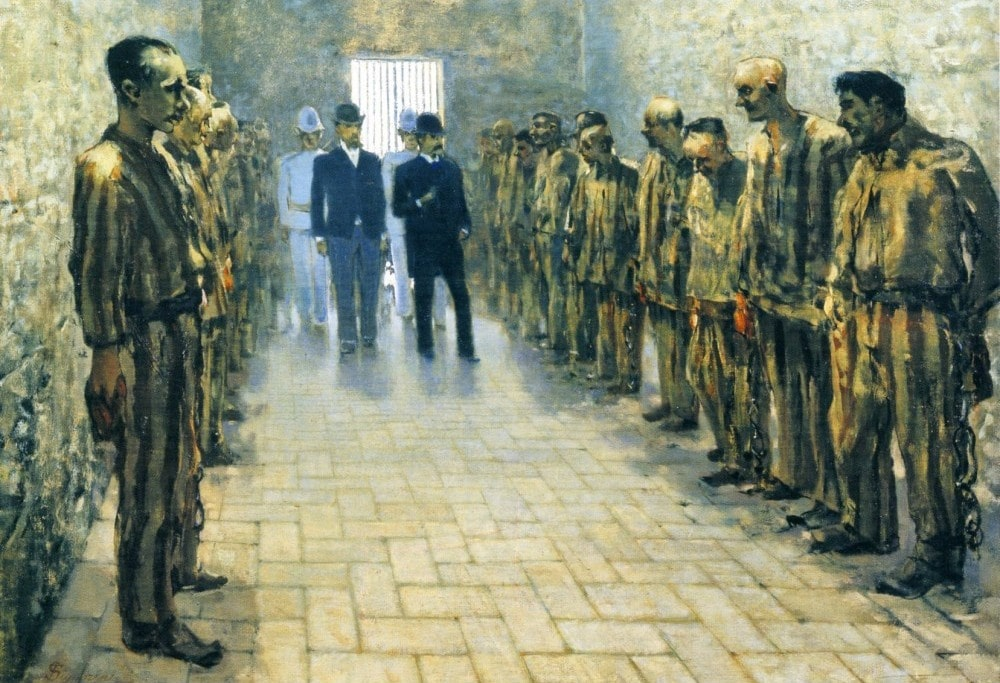
«Исправительная тюрьма в Портоферрайо». Картина Телемако Синьорини, 1890 год. Крокко показан первым справа

За 10 дней отряд Крокко смог занять всю территорию Вультуры. При этом чинилось всяческое насилие: политики-либералы и богатые помещики подвергались ограблению, их похищали за выкуп или убивали самым жестоким образом. Широкие слои населения воспринимали Крокко как героя, и поддерживали его действия. 7 апреля 1861 года отряд Крокко занял Лагопесоле, а на следующий день — Рипакандиду. При взятии очередной деревни или местечка, гарнизоны Национальной гвардии истреблялись, а казна — конфисковывалась. При взятии Венозы 11 апреля был убит бывший карбонарий Франческо Нитти — дед будущего премьер-министра. В Лавелло военно-полевым судом были казнены 27 «либералов»; из захваченных 7000 дукатов, 6500 были распределены среди членов отряда. Крокко успешно действовал и в Кампании, и в Апулии.
Не желая терять инициативы, бурбоновское правительство направило для взаимодействия с Крокко испанского генерала Хосе Борхеса; отношения между ними сразу же не сложились. Борхес хотел укрепить дисциплину, и использовать отряд Крокко для взятия Потенцы — опоры итальянской армии в Базиликате. Крокко опасался утратить власть. Примерно в то же время прибыл французский агент Огюстен де Лангле, также доставивший средства и вооружения. При помощи Борхеса и де Лангле, Крокко начал захваты деревень с целью призыва рекрутов, попутно окружая Потенцу со всех сторон. Однако до штурма так и не дошло из-за конфликта между Лангле и Борхесом. Во время отступления к Монтиккьо, Крокко поссорился с Борхесом и дезертировал, вернувшись к грабежу и вымогательству. Его главной базой был Молизе в Апулии. Ему предложили почётную капитуляцию, но он отказался. Однако вскоре он был предан своим помощником Джузеппе Карузо, при захвате банды Крокко пьемонтскими войсками было много жертв. Сам Крокко не попал в руки северян, и бежал в Папскую область, рассчитывая на помощь Пия IX.

## Конец жизни. Память
Папские власти схватили его в Вероли, и доставили в римскую тюрьму. После образования Итальянского королевства он был судим новой властью и 11 сентября 1872 года приговорён к смертной казни. Однако затем приговор был заменён на пожизненную каторгу. Он был заключён в тюрьму Санто-Стефано, где при помощи Эудженио Макка стал писать автобиографию, опубликованную в 1903 году («Последний разбойник Базиликаты»). Во второй половине XX века книга была популярна и неоднократно переиздавалась в Италии. Скончался он 18 июня 1905 года в тюрьме Портоферрайо.
Большим поклонником личности Крокко называл себя Микеле Плачидо, который даже утверждал, что является его потомком. Он играл в спектаклях и фильмах по мотивам истории Кармино Крокко. В 1999 году режиссёр Паскуале Скуитьери поставил фильм «Бандиты», на основе его биографии, но он был быстро снят с проката. На родине Кармине Крокко с 2008 года функционирует его музей.